# Melchtal
Le Melchtal est la vallée de la Melchaa et un village situés dans le canton d'Obwald en Suisse centrale, sur la commune de Kerns.
Le Melchtal s’étend du bourg de Kerns situé dans la vallée entre le lac de Sarnen et le lac des Quatre-Cantons vers le sud jusqu’à Stöckalp au fin fond du Melchtal. De là, une télécabine mène à la haute vallée verdoyante de Melchsee-Frutt. Le lieu de pèlerinage pittoresque de Melchtal abrite le couvent des Bénédictines Saint Nicolas de Flue, dédié à cet ermite appelé « Bruder Klaus ». Dans la vallée, un grand centre sportif propose des activités principalement aux groupes, associations et établissements scolaires.

## Géographie
Le Melchtal débouche entre les villes de Kerns et de Sachseln, près de Sarnen. Le village de Melchtal se trouve à mi-chemin à une altitude de 890 mètres. La Melchaa coule au fond de la vallée et prend sa source dans la région de Stöckalp. Elle s'écoule dans le lac de Sarnen. Deux lacs, le Melchsee (1 902 m) et le Tannensee (1 976 m) ferment la vallée, non loin du Titlis.

## Histoire
Selon la légende, Arnold de Melchtal, représentant d'Unterwald lors du Pacte fédéral, était originaire de cette vallée.

Vue aérienne depuis 1800 m d'altitude par Walter Mittelholzer (1925).

## Sources
- Martin Rohrer, « Melchtal » dans le Dictionnaire historique de la Suisse en ligne.